# FIFA 17
FIFA 17 ist ein Fußballsimulationsspiel von EA Sports, das im September 2016 erschien. Es ist die 24. Auflage der FIFA-Reihe von EA Sports. Das Spiel wurde innerhalb weniger Tage mehr als eine Million Mal in Deutschland verkauft.

## Neuerungen
Mit FIFA 17 gibt es erstmals einen Story-Modus in der FIFA-Reihe. In The Journey schlüpft der Spieler in die Rolle des Nachwuchsstars Alex Hunter, der sich in der Premier League durchsetzen möchte. Neben dem Geschehen auf dem Platz muss sich der Spieler auch in Interviews und anderen Cutscenes beweisen. Die Spielzeit ist auf eine Saison begrenzt. Seit dem zweiten Update gibt es auch eine deutsche Synchronisation der Cutscenes.
FIFA 17 ist das erste Spiel der FIFA-Reihe, in dem die Frostbite-Engine genutzt wird. So hat das Spiel mehr Animationen als die Vorgänger in der Reihe.
Am 24. Juni 2016 wurde bekanntgegeben, dass die japanische J1 League in FIFA 17 spielbar sein wird. Außerdem ist das Suita City Football Stadium von Gamba Osaka im Spiel vorhanden.
Neue Torjubel wie Paul Pogbas „Dab“ und Mesut Özils „M“ sind Teil des Spiels.
| Stadion                     | Verein(e)        | Liga           |
| --------------------------- | ---------------- | -------------- |
| Riverside Stadium           | FC Middlesbrough | Premier League |
| Estadio Universitario       | UANL Tigres      | Liga MX        |
| Suita City Football Stadium | Gamba Osaka      | J1 League      |

## Ligen
Folgende Ligen sind im Spiel enthalten:
| Land                      | Liga                                     |
| ------------------------- | ---------------------------------------- |
| Argentinien               | Primera División                         |
| Australien                | Hyundai A-League                         |
| Belgien                   | Pro League                               |
| Chile                     | Primera División                         |
| Dänemark                  | Superligaen                              |
| Deutschland               | Bundesliga                               |
| Deutschland               | 2. Bundesliga                            |
| England                   | Premier League                           |
| England                   | Football League Championship             |
| England                   | Football League One                      |
| England                   | Football League Two                      |
| Frankreich                | Ligue 1                                  |
| Frankreich                | Ligue 2                                  |
| Italien                   | Serie A                                  |
| Italien                   | Serie B                                  |
| Japan                     | J1 League                                |
| Kolumbien                 | Categoría Primera A                      |
| Mexiko                    | Liga MX                                  |
| Niederlande               | Eredivisie                               |
| Norwegen                  | Tippeligaen                              |
| Österreich                | Bundesliga                               |
| Polen                     | Ekstraklasa                              |
| Portugal                  | Primeira Liga                            |
| Irland                    | League of Ireland                        |
| Russland                  | Premjer Liga                             |
| Saudi-Arabien             | Saudi Professional League                |
| Schottland                | Scottish Premiership                     |
| Schweden                  | Fotbollsallsvenskan                      |
| Schweiz                   | Super League                             |
| Spanien                   | Primera División                         |
| Spanien                   | Segunda División                         |
| Südkorea                  | K League Classic                         |
| Türkei                    | Süper Lig                                |
| Vereinigte Staaten Kanada | Major League Soccer                      |
| International             | Nationalmannschaften der Männer & Frauen |

## The Journey
The Journey ist der erste Storyteil der Trilogie, welche in FIFA 18 fortgesetzt und in FIFA 19 beendet wird. Man spielt den Protagonisten Alex Hunter und hat die Möglichkeit in Interviews und Gesprächen selbst gewählte Antworten zu geben. Außerdem hat man die Möglichkeit, seine eigenen Fähigkeiten zu verbessern und so auch um einen Stammplatz in seinem selbst gewählten Premier-League-Team zu kämpfen. Des Weiteren trifft man mehrere Fußballspieler, darunter Harry Kane, James Rodríguez, Marco Reus und auch Ángel Di María. Die Story wurde von Tom Watt geschrieben.
Die Story beginnt, indem man als 9-jähriger Alex Hunter in einem Jugendspiel spielt. Dabei lernt man die weiteren Protagonisten kennen: Alex´ Mutter Catherine Hunter, Alex´ Vater Harold Hunter (welcher die Familie aufgrund von seinem zu extremen Sportsgeist verlässt) und Alex´ Großvater Jim Hunter. Jim Hunter und Harold Hunter sind dabei ehemalige Spieler aus der Premier League. Außerdem lernt man noch Gareth Walker kennen, welcher der beste Freund von Alex Hunter ist und mit ihm in derselben Jugendmannschaft spielt. Nach dem Jugendspiel, welches Hunters Team im Elfmeterschießen für sich entscheiden konnte, spielt die Story sieben Jahre später. Dort sind Gareth Walker und Alex Hunter bei den Exit Trials in der National Football Academy und lernen dort Danny Williams kennen, welcher von sich selbst überzeugt ist und sich besser als die beiden Teenager findet. Nach erfolgreichem Abschluss des Sichtungslehrgangs kommt der Berater Michael Taylor auf einen zu, welcher schließlich auch der Berater von Hunter wird. Taylor bringt die frohe Botschaft, Angebote von allen Premier-League-Klubs vorliegen zu haben und erfährt im Anschluss, dass sich Gareth Walker auch für den gleichen Verein entschieden hat und man auch für den Ex-Verein von Jim spielt. Später geht es dann weiter in die USA zu einem Vorbereitungsturnier, wo man auf Borussia Dortmund, Paris Saint-Germain und Real Madrid trifft. In diesen Spielen verletzt sich der gesetzte Stürmer des gewählten Premier-League-Klubs und Walker wird als Stammspieler gesetzt. Nach Rückkehr in England spielt man in den ersten Ligaspielen. Dann erfährt man, dass sich der Verein einen neuen Stürmer zugelegt hat, dies variiert je nach Wahl zwischen Harry Kane und Angel di Maria. Dann bekommt man vom Co-Trainer gesagt, dass man sich dazu entschieden hat, Hunter für ein Jahr in die EFL Championship zu verleihen. Dabei kann man sich zwischen drei möglichen Interessenten entscheiden: Norwich City, Aston Villa und Newcastle United. Man trifft bei seinem Verein in der zweiten Liga auf Danny Williams als Teamkollege, mit welchem man eine enge Freundschaft aufbaut. Im Winter wird die Leihe vorzeitig abgebrochen, da Gareth Walker den Verein zu einem direkten Rivalen verlassen hat. Außerdem driftet die Freundschaft zwischen Hunter und Walker immer weiter in eine Rivalität ab. Durch den Abgang kann man es in der Liga schaffen, als Stammspieler gesetzt zu werden. Der Verein schafft es ins FA-Cup-Finale und der Finalgegner ist der Verein von Gareth Walker. Vor dem Spiel kommt es zu einem Wortgefecht zwischen den beiden, am Ende des Spiels (unabhängig vom Ergebnis) versöhnen sich die beiden aber wieder. Während man nach dem Spiel auf dem Weg zum Mannschaftsbus ist, trifft Alex seinen Vater ignoriert diesen aber und geht weiter. Der Storymodus endet, als Danny Williams und Alex Hunter zusammen vor dem Fernseher sitzen und eine Meldung reinkommt, dass sich Alex die Aufmerksamkeit der englischen Nationalmannschaft gesichert hat.

## Erstveröffentlichung
FIFA 17 wurde am 6. Juni 2016 mit einem Teaser angekündigt und am 12. Juni 2016 bei einer EA-Play-Veranstaltung vollständig enthüllt.

## Kommentatoren
Das Spielgeschehen wird in der deutschen Sprachausgabe von Wolff-Christoph Fuss und Frank Buschmann kommentiert.